# Jeff Trachta
Jeff Trachta (Staten Island, 6 ottobre 1960) è un attore statunitense.

## Biografia
È noto per il ruolo di Thorne Forrester nella soap opera Beautiful, ruolo che ha interpretato dal 1989 al 1996, e per l'interpretazione nel film Incontro fatale nel 1999.

## Filmografia

### Cinema
- Incontro fatale - regia di Rick Jacobson (1998)
- The Neighbor's Wife - regia di Jim Wynorski (2001)

### Televisione
- Quando si ama - serie TV (1989)
- Here Come the Munsters - regia di Robert Ginty (1995)
- Night Eyes Four: Fatal Passion - regia di Rodney McDonald (1996)
- Beautiful - soap opera - (1989-1996)
- V.I.P. - regia di Robert Radler (2000), 1 episodio
- Strip Mall - regia di Alan Cohn e Bobcat Goldthwait (2000)